# Liolaemus lemniscatus
Espèce
Synonymes
- Liolaemus hieroglyphicus Gravenhorst, 1838
- Proctotretus mosaicus Hombron & Jacquinot, 1847
- Proctotretus femoratus Girard, 1855
- Liolaemus femoratus (Girard, 1855)

Statut de conservation UICN

 LC  : Préoccupation mineure
Liolaemus lemniscatus est une espèce de sauriens de la famille des Liolaemidae.

## Répartition
Cette espèce se rencontre au Chili et en Argentine.

## Description
C'est un saurien ovipare.

## Publication originale
- Gravenhorst, 1838 "1837" : Beiträge zur genaueren Kenntniss einiger Eidechsengattungen. Nova Acta Academiae Caesareae Leopoldino-Carolinae, vol. 18, p. 712-784 (texte intégral).